# Cyornis glaucicomans
A Cyornis glaucicomans a madarak (Aves) osztályának a verébalakúak (Passeriformes) rendjébe, ezen belül a légykapófélék (Muscicapidae) családjába tartozó faj.

## Rendszerezése
A fajt John Thayer és Outram Bangs írták le 1909-ben, a Cyornis tickelliae alfajaként Cyornis tickelliae glaucicomans néven.

## Előfordulása
Kína déli részén, valamint Laosz, Malajzia és Thaiföld területén honos. Természetes élőhelyei a szubtrópusi vagy trópusi síkvidéki esőerdők, mocsári erdők és lombhullató erdők, valamint ültetvények. Vonuló faj.

## Megjelenése
Testhossza 14–15 centiméter.
|  |

## Életmódja
Gerinctelenekkel táplálkozik.

## Természetvédelmi helyzete
Az elterjedési területe rendkívül nagy, egyedszáma pedig stabil. A Természetvédelmi Világszövetség Vörös listáján nem fenyegetett fajként szerepel.